# 14 april
14 april is de 104e dag van het jaar (105e dag in een schrikkeljaar) in de gregoriaanse kalender. Hierna volgen nog 261 dagen tot het einde van het jaar.

## Gebeurtenissen
- Algemeen
  - 1990 - Tanks en pantservoertuigen trekken de straten in van Jerevan, hoofdstad van de Sovjet-republiek Armenië, nadat een ongeveer duizendkoppige menigte had geprobeerd het hoofdkwartier van de KGB te bestormen.
  - 2010 - Als gevolg van een Duinbrand tussen Schoorl en Bergen aan Zee wordt Bergen aan Zee geëvacueerd.
  - 2010 - De gletsjervulkaan Eyjafjallajökull op IJsland barst opnieuw uit.
  - 2018 - Amerikaans advocaat en Lgbt-activist David Buckel (60) steekt zichzelf in brand uit protest tegen de klimaatverandering.
  - 2024 - Een aardbeving met een kracht van 6,5 (volgens USGS en EMSC) op de schaal van Richter treft New Britain (Papoea Nieuw Guinea). Het epicentrum van de beving ligt op ongeveer 110 km afstand van de plaats Kimbe. Volgens de Amerikaanse geologische dienst USGS is de kans op slachtoffers en schade klein. Er is geen kans op een tsunami.[1]
  - 2024 - Boven het noordoosten van de Verenigde Staten wordt een heldere bolide waargenomen. Ruim honderd mensen in de staten Connecticut, Delaware, Maryland, New Jersey, New Hampshire, North Carolina, New York, Ohio, Pennsylvania en Virginia melden dat ze het natuurverschijnsel hebben gezien. Uit berekeningen blijkt dat de meteoor zichtbaar werd boven Mamaroneck.[2][3]
  - 2024 - Door overstromingen als gevolg van zware onweersbuien die gepaard gaan met hevige regenval komen verspreid over Oman zeker dertien mensen om het leven. Onder meer de gouvernementen Muscat, noord- en zuid-Al Batinah, noord- en zuid-Ash Sharqiyah, Az Zahirah en Ad Dachiliyah worden getroffen.[4]
- Criminaliteit en veiligheid
  - 2014 - Minstens 71 mensen worden gedood en meer dan 120 mensen raken gewond bij een bomaanslag in een busstation in de Nigeriaanse hoofdstad Abuja.
- Gezondheid
  - 2020 - Oostenrijk begint met het afbouwen van de maatregelen omtrent de coronacrisis.
- Infrastructuur
  - 1912 - Kort voor middernacht loopt de Titanic tijdens haar eerste reis op een ijsberg.
  - 2013 - In het Belgische Oelegem stort een Poolse bus met Russische passagiers vijf meter naar beneden vanaf de E34. Vijf inzittenden komen hierbij om.
- Kunst en cultuur
  - 972 - Uitvaardiging van de Huwelijksoorkonde van keizerin Theophanu, de oudst bekende geïllumineerde oorkonde, ter gelegenheid van haar huwelijk met keizer Otto II te Rome.
  - 1922 - De Nederlandse Bachvereniging voert voor de eerste keer de Matthäus-Passion uit in de Grote Kerk van Naarden.
  - 1939 - Eerste editie van The Grapes of Wrath (De druiven der gramschap) door John Steinbeck.
  - 1969 - Voor het eerst kunnen ook kijkers buiten de Verenigde Staten kijken naar de jaarlijkse Oscaruitreiking.
- Muziek
  - 1972 - David Bowie brengt de single Starman uit. Elton John geeft concert in De Doelen in Rotterdam.
  - 1973 - Slade geeft een concert in Ahoy in Rotterdam.
  - 1976 - Eric Faulkner, de gitarist van Bay City Rollers, wordt met spoed opgenomen in een ziekenhuis nadat hij een overdosis kalmeringsmiddelen heeft ingenomen.
  - 1984 - Doe Maar geeft afscheidsconcert in Maaspoort Sports & Events te 's-Hertogenbosch.
- Oorlog
  - 69 - Eerste Slag bij Bedriacum: Het Romeinse leger (± 70.000 man) onder bevel van Aulus Vitellius Germanicus verslaat bij Cremona de legioenen van keizer Otho.
  - 1574 - Slag op de Mookerheide tussen het Spaanse leger en huurtroepen onder Lodewijk en Hendrik van Nassau, die beiden sneuvelen.
  - 1914 - Mexicaanse Revolutie - voor het eerst in de geschiedenis wordt er een luchtbombardement uitgevoerd. Gustavo Salinas werpt enkele bommen op de Cañonero Guerero van generaal Huerta.
  - 1915 - De Duitsers torpederen het Nederlandse stoomschip Katwijk.
  - 1953 - Invasie van de Vietminh in Laos.
  - 1986 - Amerikaanse vliegtuigen vallen vijf doelen aan in Libië. Onder de vele doden ook de dochter van Ghadaffi.
  - 1988 - Einde van de Russische bezetting van Afghanistan.
- Politiek
  - 972 - Kroning tot keizerin van Theophanu en haar huwelijk met keizer Otto II te Rome.
  - 1775 - Eerste abolitionistische groepering opgericht in de Verenigde Staten, door Benjamin Franklin en Benjamin Rush.
  - 1865 - President Abraham Lincoln neergeschoten door John Wilkes Booth, zijn minister van Buitenlandse Zaken Seward wordt neergestoken door mede-samenzweerder Lewis Paine.
  - 1931 - Koning Alfonso XIII van Spanje afgezet. Uitroeping van de republiek.
  - 1987 - Turkije stelt zich kandidaat voor toetreding tot de EEG.
  - 1990 - Berlijn wordt opnieuw de hoofdstad van Duitsland.
  - 1991 - President Étienne Eyadéma van de West-Afrikaanse republiek Togo zegt bereid te zijn tot versnelde introductie van een nieuwe democratische grondwet en de instelling van een meerpartijenstelsel.
  - 1991 - Het parlement van Georgië wijzigt de grondwet, waardoor voorzitter Zviad Gamsachoerdia tot president met bijna onbeperkte volmachten wordt uitgeroepen.
  - 1994 - Muitende soldaten schieten vice-premier Selometsi Baholo dood in Maseru, de hoofdstad van Lesotho.
  - 2004 - Circa 80 bewoners van woonwagenkamp Vinkenslag in Maastricht blokkeren enkele uren de A2. Ze protesteren tegen de controles door de gemeente die een eind wil maken aan allerlei illegale activiteiten op het kamp.
  - 2004 - France-Albert René treedt terug als president van de Seychellen.
  - 2012 - De Wit-Russische oppositieleider Andrej Sannikov, die in 2011 tot vijf jaar cel was veroordeeld, krijgt gratie en wordt vrijgelaten.
  - 2013 - Europese Parlementsverkiezingen in Kroatië. Kroatië kiest dan voor het eerst leden voor het Europees Parlement omdat het op 1 juli 2013 lid wordt van de Europese Unie.
- Recreatie
  - 2007 - De wieken van de attractie Mad Mill in Duinrell stortten in.
- Religie
  - 1699 - Geboorte van de Khalsa (Vaisakhi), waarbij de vijf piyares als eersten werden gedoopt tot het Sikhisme.
  - 1991 - Bisschopswijding van André-Mutien Léonard tot bisschop van Namen in België.
- Sport
  - 1929 - De eerste Grand Prix Formule 1 van Monaco wordt gereden.
  - 1931 - Oprichting van de Spaanse voetbalclub Granada CF.
  - 1971 - De Ierse grensrechter David Barrett raakt bewusteloos als hij in PSV-stadion een bierblikje tegen zijn hoofd krijgt.
  - 1979 - Jan Raas wint voor de derde opeenvolgende keer Nederlands enige wielerklassieker, de Amstel Gold Race.
  - 1982 - Het Nederlands voetbalelftal verslaat Griekenland met 1-0 in een oefenduel in Eindhoven. Verdediger Edo Ophof scoort. Gerald Vanenburg (Ajax) en Jurrie Koolhof (PSV) debuteren voor Oranje, terwijl Jan Poortvliet (19de) en Piet Wildschut (11de) hun laatste interland spelen.
  - 2024 - Bayer Leverkusen wint voor de eerste keer de landstitel in de Bundesliga.
- Wetenschap en technologie
  - 1611 - Federico Cesi bedenkt een nieuw woord: "telescoop".
  - 1828 - Eerste editie van Noah Websters woordenboek.
  - 1894 - Thomas Edison geeft een demonstratie met de kinetoscoop, een soort voorloper van de filmprojector.
  - 1950 - De DAF-fabriek in Eindhoven wordt geopend.
  - 1961 - Eerste televisie-uitzending in de Sovjet-Unie.
  - 1969 - Lancering van Nimbus 3 met een Thor-Agena raket. Deze 2e generatie weersatelliet van NASA beschikt over geavanceerde meteorologische sensoren die tijdens de missie getest worden.[5][6]
  - 1981 - Spaceshuttle Colombia met bemanningsleden piloot Bob Crippen en commandant John Young keert veilig terug op Aarde na een missie van ruim 2 dagen. Hiermee is het ruimtevliegtuig 's werelds eerste herbruikbare ruimtevaartuig.[7]
  - 2023 - Lancering van een Ariane 5 raket van Arianespace vanaf Centre Spatial Guyanais in Kourou, Frans-Guyana met aan boord het Jupiter Icy Moons Explorer (JUICE) ruimtevaartuig dat onderzoek gaat doen aan enkele manen van de planeet Jupiter.[8]

## Geboren

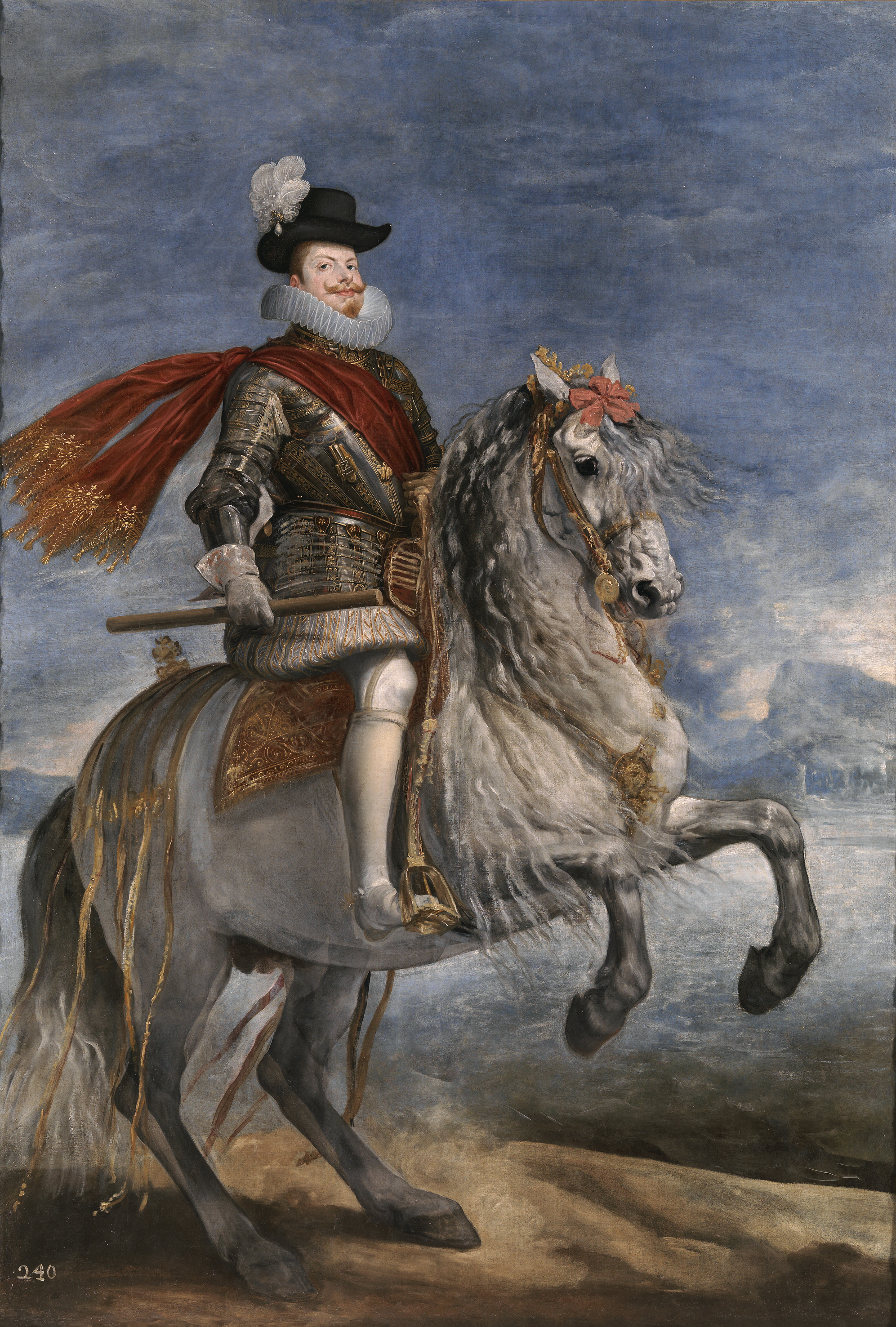
Filips III van Spanje
geboren in 1578

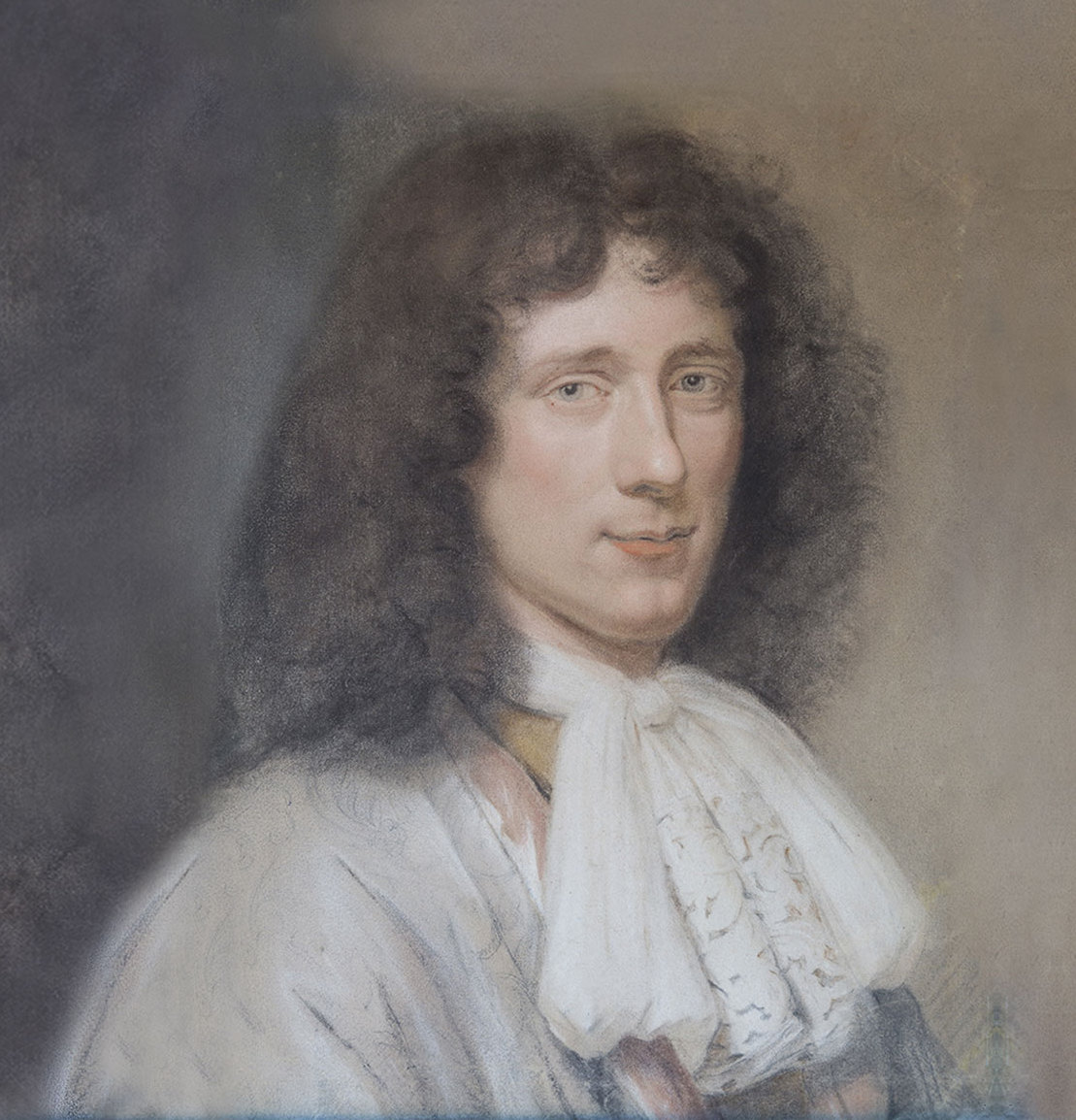
Christiaan Huygens
geboren in 1629

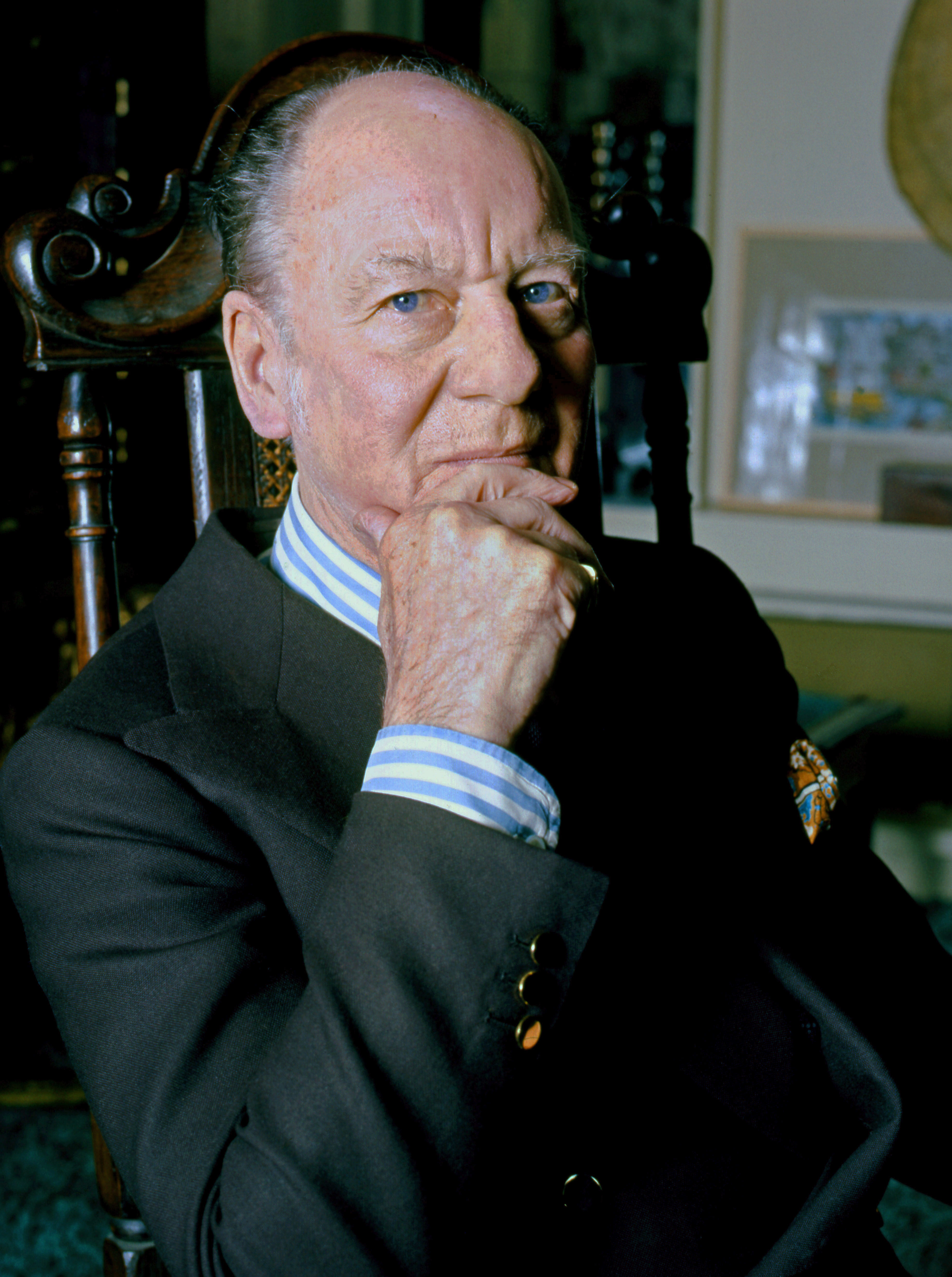
John Gielgud
geboren in 1904

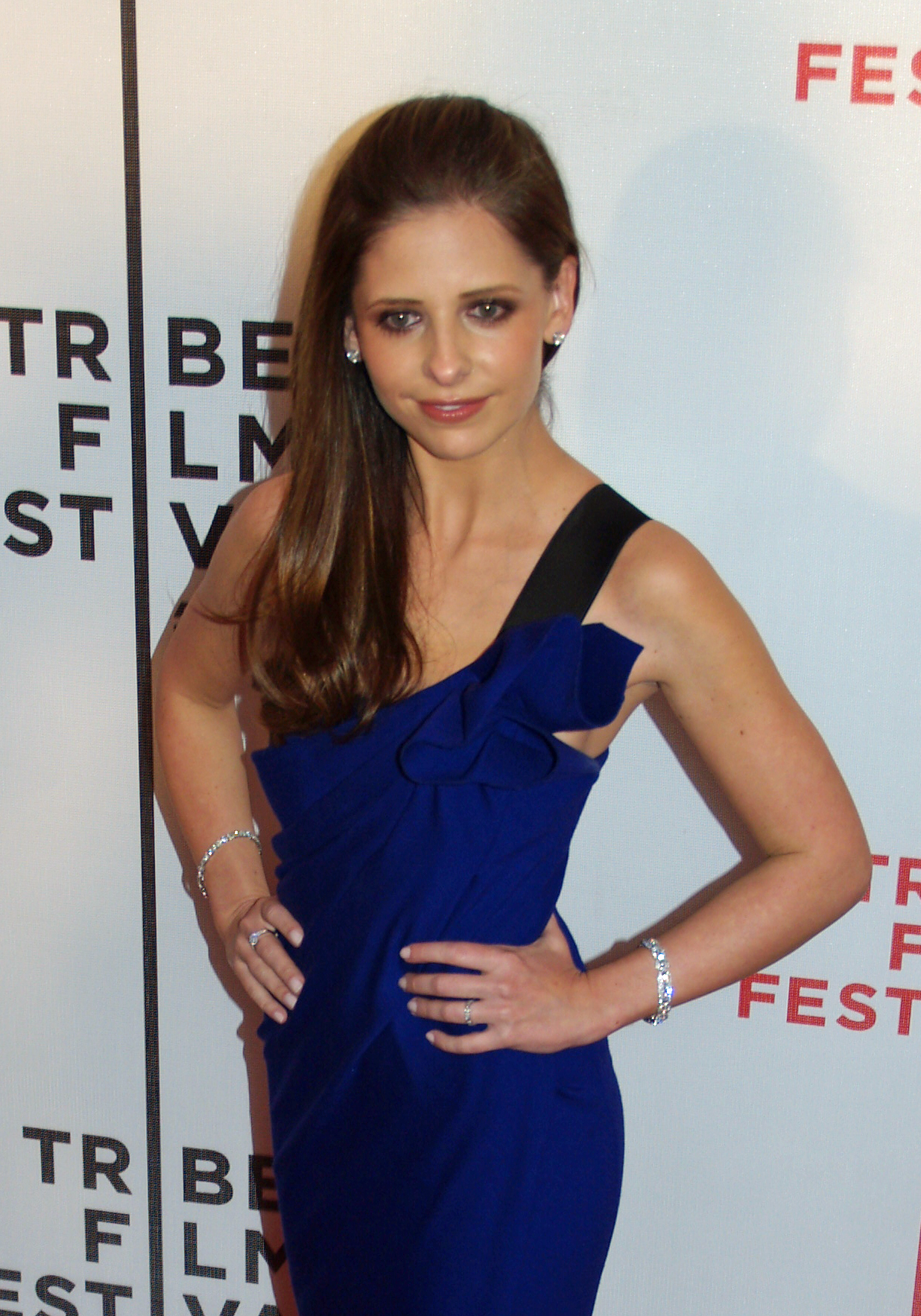
Sarah Michelle Gellar
geboren in 1977

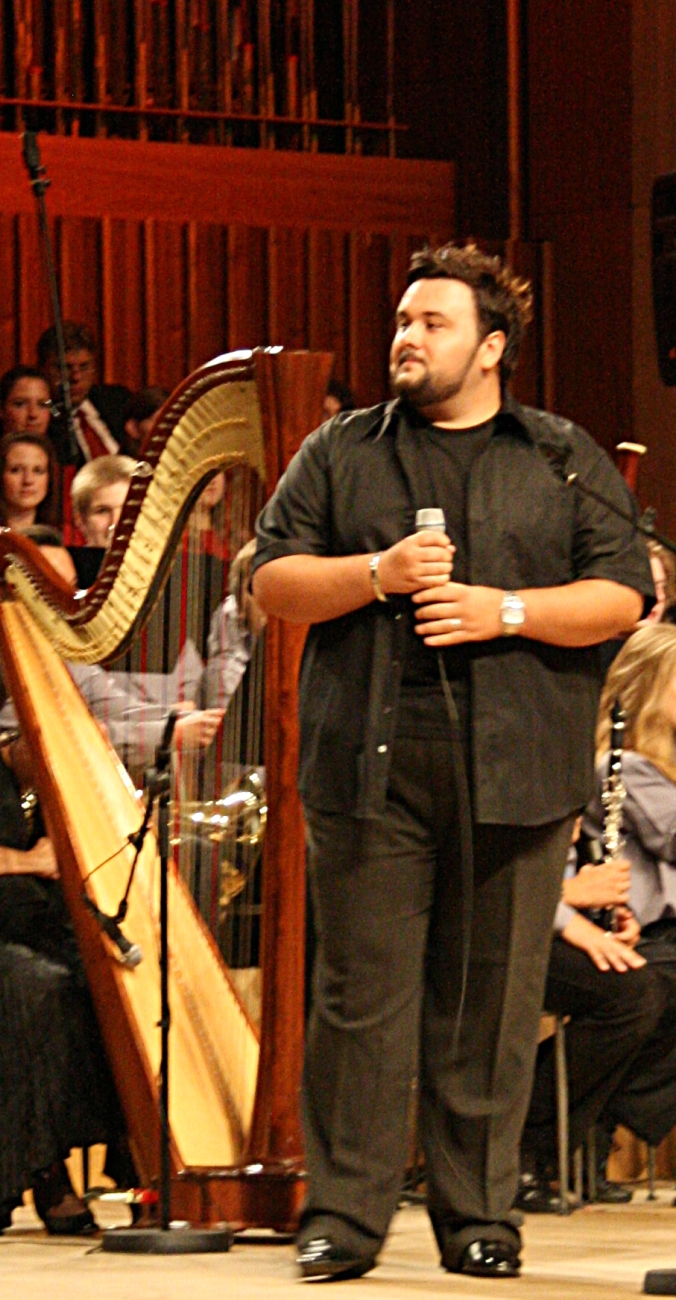
Jacques Houdek,
geboren in 1981

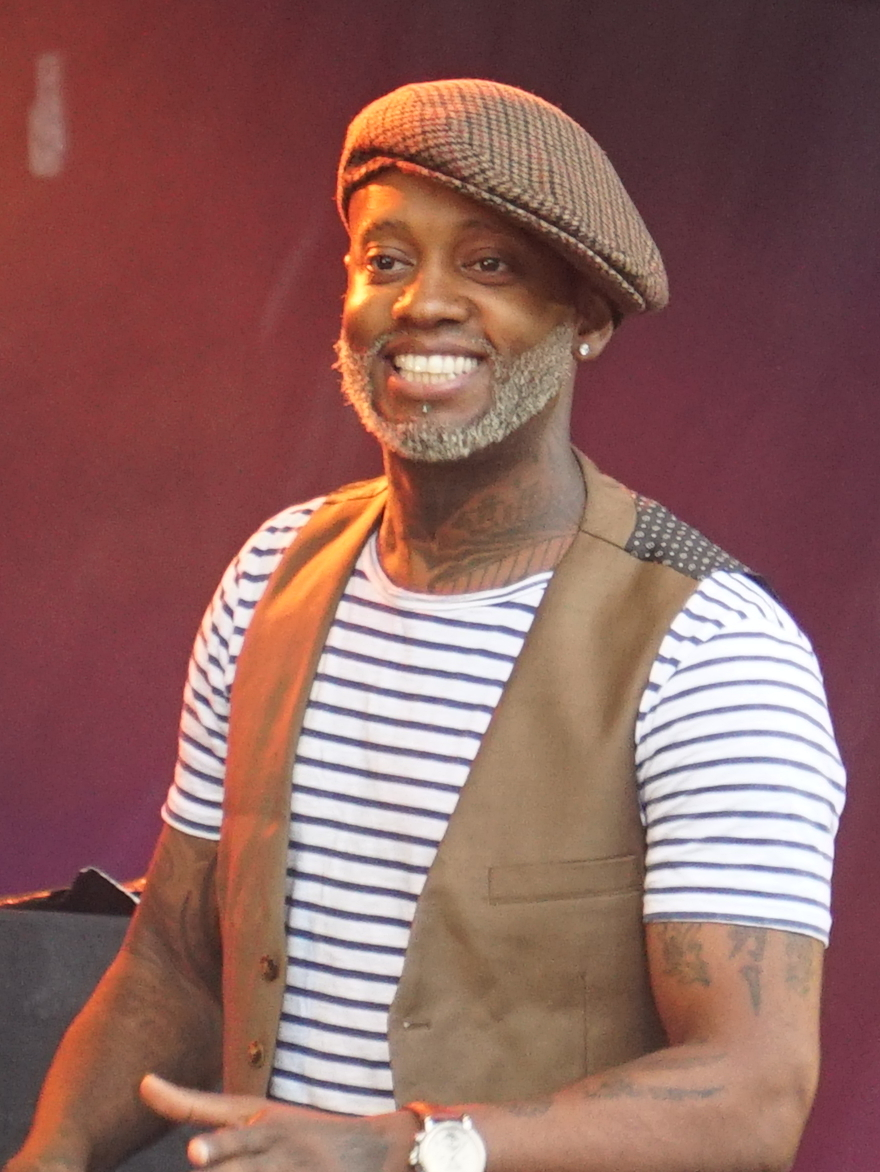
Willy William,
geboren in 1981

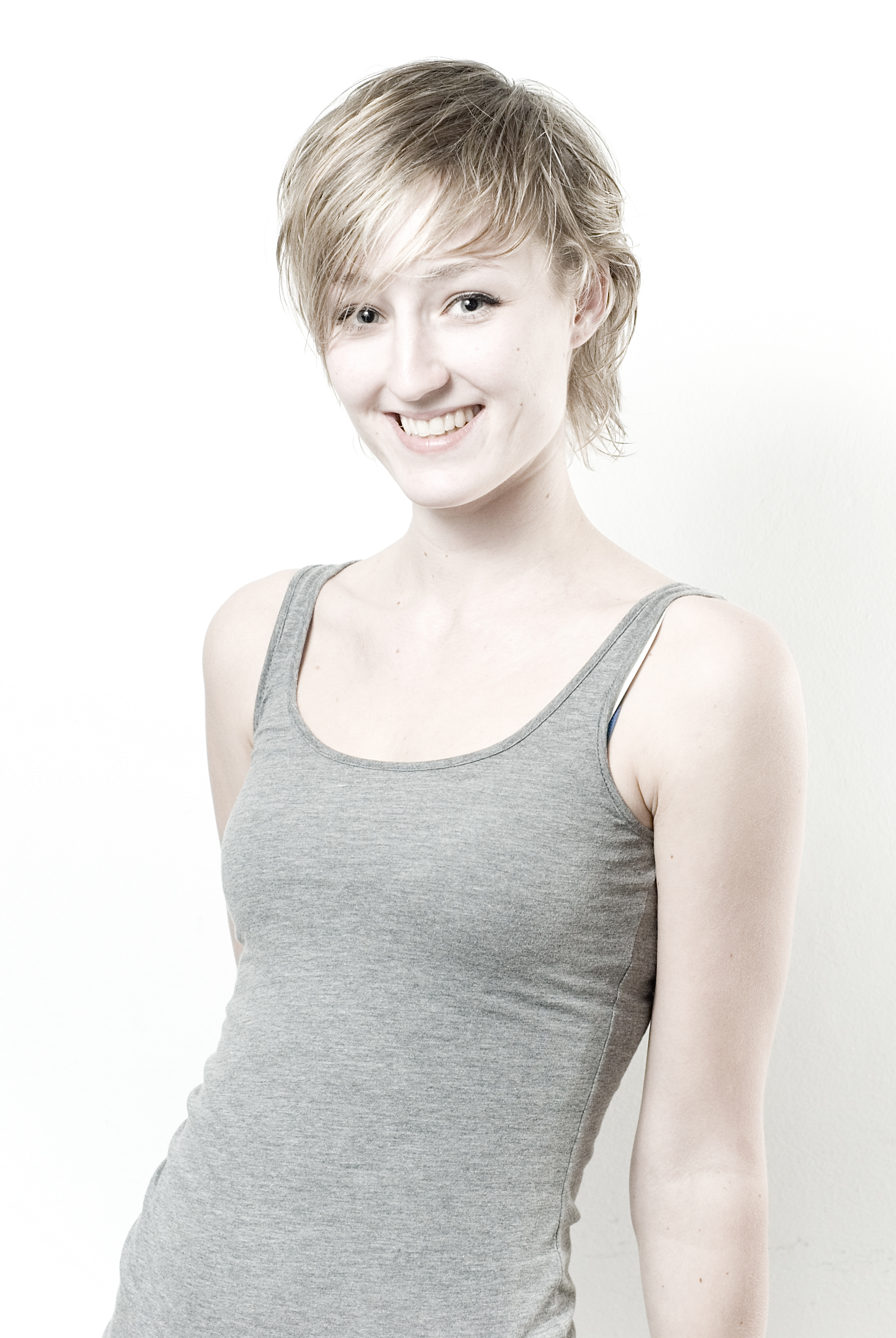
Bobbie Koek,
geboren in 1985

- 1527 - Abraham Ortelius, Nederlands geograaf (overleden 1598)
- 1542 - Filips III van Nassau-Saarbrücken, graaf van Nassau-Neuweilnau en Saarbrücken (overleden 1602)
- 1578 - Filips III, koning van Spanje en Portugal (overleden 1621)
- 1629 - Christiaan Huygens, Nederlands astronoom, wis- en natuurkundige (overleden 1695)
- 1690 - Jan Wandelaar, Nederlands kunstschilder, graveur en etser (overleden 1759)
- 1799 - Jacob van Hall, Nederlands schrijver (overleden 1859)
- 1810 - Joannes Baptista Swinkels, apostolisch vicaris van Suriname (overleden 1875)
- 1818 - Marie van Saksen-Altenburg, Duits prinses (overleden 1907)
- 1852 - Meijer de Haan, Nederlands kunstschilder (overleden 1895)
- 1865 - Charles Mertens, Belgisch kunstschilder (overleden 1919)
- 1865 - Emile Van Doren, Belgisch landschapsschilder (overleden 1949)
- 1866 - Anne Sullivan, docente van Helen Keller (overleden 1936)
- 1868 - Peter Behrens, Duits architect (overleden 1940)
- 1879 - James Branch Cabell, Amerikaans schrijver (overleden 1958)
- 1882 - Moritz Schlick, Duits filosoof (overleden 1936)
- 1885 - Robert Neumaier, Duits voetballer (overleden 1959)
- 1886 - Fausto Maria Martini, Italiaans schrijver (overleden 1931)
- 1889 - Efim Bogoljoebov, Oekraïens/Duits schaakspeler (overleden 1952)
- 1889 - Flávio da Silva Ramos (Flávio Ramos), Braziliaans voetballer (overleden 1967)
- 1892 - Juan Belmonte, Spaans stierenvechter (overleden 1962)
- 1898 - Lee Tracy, Amerikaans acteur (overleden 1968)
- 1904 - Sonia Gaskell, Nederlands choreografe en danspedagoge (overleden 1974)
- 1904 - Sir John Gielgud, Brits acteur (overleden 2000)
- 1905 - Jan Gonda, Nederlands taal- en letterkundige (overleden 1991)
- 1907 - François Duvalier, Haïtiaans president en dictator (overleden 1971)
- 1910 - Werner Wolf Glaser, Zweeds componist (overleden 2006)
- 1910 - Stanisław Kowalski, Pools atleet en supereeuweling (overleden 2022)
- 1912 - Arne Brustad, Noors voetballer (overleden 1987)
- 1912 - Joie Chitwood, Amerikaans autocoreur (overleden 1988)
- 1912 - Robert Doisneau, Frans fotograaf (overleden 1994)
- 1913 - Jean Fournet, Frans dirigent (overleden 2008)
- 1914 - Mia Smelt, Nederlands radiopresentatrice (overleden 2008)
- 1917 - Valerie Hobson, Brits actrice (overleden 1998)
- 1917 - Inge Lievaart, Nederlands dichteres (overleden 2012)
- 1918 - Mary Healy, Amerikaans actrice (overleden 2015)
- 1918 - Scott Young, Canadees journalist en schrijver (overleden 2005)
- 1919 - Raúl Primatesta, Argentijns aartsbisschop en kardinaal (overleden 2006)
- 1920 - Antônio Afonso de Miranda, Braziliaans bisschop (overleden 2021)
- 1921 - Thomas Schelling, Amerikaans econoom en 'Nobel'prijswinnaar (overleden 2016)
- 1923 - Roberto De Vicenzo, Argentijns beroepsgolfer (overleden 2017)
- 1924 - Shorty Rogers, Amerikaans jazzmuzikant (overleden 1994)
- 1925 - Lenore Harney, Kittitiaans arts (overleden 2020)
- 1925 - Rod Steiger, Amerikaans acteur (overleden 2002)
- 1926 - Leopoldo Calvo-Sotelo, Spaans minister en premier (overleden 2008)
- 1926 - Walter Buser, Zwitsers rechtsgeleerde en politicus (overleden 2019)
- 1927 - Alan MacDiarmid, Nieuw-Zeelands/Amerikaans scheikundige (overleden 2007)
- 1928 - Aleksandr Ivanov, Sovjet-voetballer (overleden 1997)
- 1929 - Gerry Anderson, Brits producer en regisseur (overleden 2012)
- 1929 - Chadli Bendjedid, Algerijns politicus (derde president van Algerije) (overleden 2012)
- 1929 - William Thornton, Amerikaans astronaut (overleden 2021)
- 1930 - Bradford Dillman, Amerikaans (televisie)acteur (overleden 2018)
- 1930 - William vanden Heuvel, Amerikaans advocaat, ondernemer, schrijver en diplomaat (overleden 2021)
- 1931 - Kenneth Cope, Brits acteur (overleden 2024)
- 1931 - Vic Wilson, Brits autocoureur (overleden 2001)
- 1932 - Loretta Lynn, Amerikaans countryzangeres (overleden 2022)
- 1933 - Paddy Hopkirk, Noord-Iers rallyrijder (overleden 2022)
- 1933 - Marcel Moreau, Belgisch Franstalig schrijver (overleden 2020)
- 1933 - Diane Rowe, Engels-Duits tafeltennisspeelster (overleden 2023)
- 1934 - Fredric Jameson, Amerikaans literatuurcriticus en marxistisch theoreticus (overleden 2024)
- 1935 - Rodolfo Biazon, Filipijns politicus (overleden 2023)
- 1935 - Erich von Däniken, Zwitsers hotelhouder en schrijver
- 1936 - Teke Bijlsma, Nederlands organist (overleden 2023)
- 1937 - Václav Kozák, Tsjechisch roeier (overleden 2004)
- 1938 - Lilly Ledbetter, Amerikaans activiste (overleden 2024)
- 1940 - Marie Kinsky von Wchinitz und Tettau, vorstin van Liechtenstein (overleden 2021)
- 1941 - Julie Christie, Brits actrice
- 1945 - Ritchie Blackmore, Brits gitarist (o.a. Deep Purple)
- 1945 - Johan Devrindt, Belgisch voetballer
- 1945 - Bob de Ronde, Nederlands journalist en mediatrainer (overleden 2010)
- 1946 - Armand Zunder, Surinaams politicus en zakenman
- 1949 - Dennis Bryon, Brits drummer (overleden  2024)
- 1949 - John Shea, Amerikaans acteur
- 1950 - Ansje Beentjes, Nederlands actrice
- 1950 - Péter Esterházy, Hongaars schrijver (overleden 2016)
- 1957 - Richard Jeni, Amerikaans stand-upcomedian en acteur (overleden 2007)
- 1957 - Lineke Rijxman, Nederlands actrice
- 1960 - Danny Bowes, Brits zanger
- 1960 - Katelijne Damen, Belgisch actrice
- 1961 - Robert Carlyle, Schots acteur
- 1962 - Harold van Beek, Nederlands atleet
- 1962 - Laura Robben, Nederlands handbalster
- 1966 - Arthur van de Oudeweetering, Nederlands schaker
- 1966 - Bart de Ruiter, Nederlands bassist
- 1968 - Anthony Michael Hall, Amerikaans acteur
- 1969 - Jean-Philippe Dayraut, Frans autocoureur
- 1969 - Martijn LeNoble, Nederlands basgitarist
- 1969 - Manuel Liberato, Portugees wielrenner
- 1969 - Luc Van Lierde, Belgisch triatleet
- 1970 - Frank Meester, Nederlands filosoof
- 1970 - Jan Siemerink, Nederlands tennisser
- 1971 - Miguel Ángel Calero, Colombiaans voetballer
- 1971 - Jackie Edwards, Bahamaans atlete
- 1971 - Marcelo Otero, Uruguayaans voetballer
- 1971 - Gianluigi Scalvini, Italiaans motorcoureur
- 1972 - Serge Gumienny, Belgisch voetbalscheidsrechter
- 1972 - Casper Helling, Nederlands marathonschaatser
- 1972 - Wojciech Kowalczyk, Pools voetballer
- 1973 - Adrien Brody, Amerikaans acteur
- 1973 - David Miller, Amerikaans tenor
- 1973 - Johannes van Overbeek, Amerikaans autocoureur
- 1974 - Ara Minasian, Armeens schaker
- 1974 - Els Tibau, Belgisch omroepster en presentatrice
- 1975 - Adam Basil, Australisch atleet
- 1975 - Amy Dumas, Amerikaans professioneel worstelaar
- 1975 - Antwon Tanner, Amerikaans acteur
- 1976 - Georgeta Damian, Roemeens roeister
- 1976 - Nadine Faustin-Parker, Haïtiaans atlete
- 1976 - Françoise Mbango Etone, Kameroens atlete
- 1977 - Gorka Arrizabalaga, Spaans wielrenner
- 1977 - Erjon Bogdani, Albanees voetballer
- 1977 - Sarah Michelle Gellar, Amerikaans actrice
- 1977 - Martin Kaalma, Estisch voetballer
- 1977 - Geoff Kabush, Canadees mountainbiker
- 1977 - Ben Williams, Australisch voetbalscheidsrechter
- 1978 - Adnan Čustović, Bosnisch voetballer
- 1980 - Alin Berescu, Roemeens schaker
- 1980 - Leif Erlend Johannessen, Noors schaker
- 1981 - Jacques Houdek, Kroatisch zanger
- 1981 - Jan Kooijman, Nederlands acteur en danser
- 1981 - Willy William, Frans-Mauritiaans zanger, diskjockey en muziekproducent
- 1981 - Rebecca Yarros, Amerikaans schrijfster
- 1982 - Larissa França, Braziliaans beachvolleybalster
- 1982 - Reshum van Til, Nederlands zangeres
- 1984 - Josanne Lucas, atlete van Trinidad en Tobago
- 1984 - Luca Pairetto, Italiaans voetbalscheidsrechter
- 1984 - Pearl van der Wissel, Nederlands handbalster
- 1985 - Henk Grol, Nederlands judoka
- 1985 - David Horsey, Engels golfer
- 1985 - Bobbie Koek, Nederlands actrice
- 1985 - Michal Papadopulos, Tsjechisch voetballer
- 1986 - Rachel Goh, Australisch zwemster
- 1987 - Esther Akihary, Nederlands atlete
- 1987 - Erwin Hoffer, Oostenrijks voetballer
- 1988 - Maria Orlova, Russisch skeletonster
- 1988 - Ratthapark Wilairot, Thais motorcoureur
- 1988 - Chris Wood, Amerikaans acteur
- 1989 - Lucas Mahias, Frans motorcoureur
- 1989 - Dominik Paris, Italiaans alpineskiër
- 1991 - Otmar Striedinger, Oostenrijks alpineskiër
- 1991 - Rick van der Ven, Nederlands handboogschutter
- 1992 - Christian vom Lehn, Duits zwemmer
- 1992 - Frederik Sørensen, Deens voetballer
- 1992 - Josylvio, Nederlands-Egyptisch rapper
- 1992 - Stefan Jurriens, Nederlands youtuber en presentator
- 1993 - Tomine Harket, Noors zangeres
- 1993 - Mikel Villanueva, Venezolaans voetballer
- 1993 - Daniel Wallace, Brits zwemmer
- 1994 - Melanie Leupolz, Duits voetbalster
- 1994 - Luciano Ribodino, Argentijns motorcoureur
- 1994 - Skyler Samuels, Amerikaans actrice
- 1996 - Abigail Breslin, Amerikaans actrice
- 1996 - Karel Hanika, Tsjechisch motorcoureur
- 1996 - Patrick Joosten, Nederlands voetballer
- 1997 - Ante Ćorić, Kroatisch voetballer
- 1998 - Marcin Budziński, Pools wielrenner
- 1998 - Tomasz Budziński, Pools wielrenner
- 1999 - Anita Simoncini, San Marinees zangeres
- 2000 - Elise Lasser, Belgisch atlete
- 2001 - Brady Gilmore, Australisch wielrenner
- 2001 - Missy Bo Kearns, Engels voetbalster
- 2001 - Tess Kleinsman, Nederlands voetbalster
- 2001 - Anouk van der Klooster, Nederlands voetbalster
- 2001 - Jalen Williams, Amerikaans basketballer
- 2002 - Lou-Ann Joly, Frans voetbalster
- 2005 - Dean Huijsen, Nederlands voetballer

## Overleden

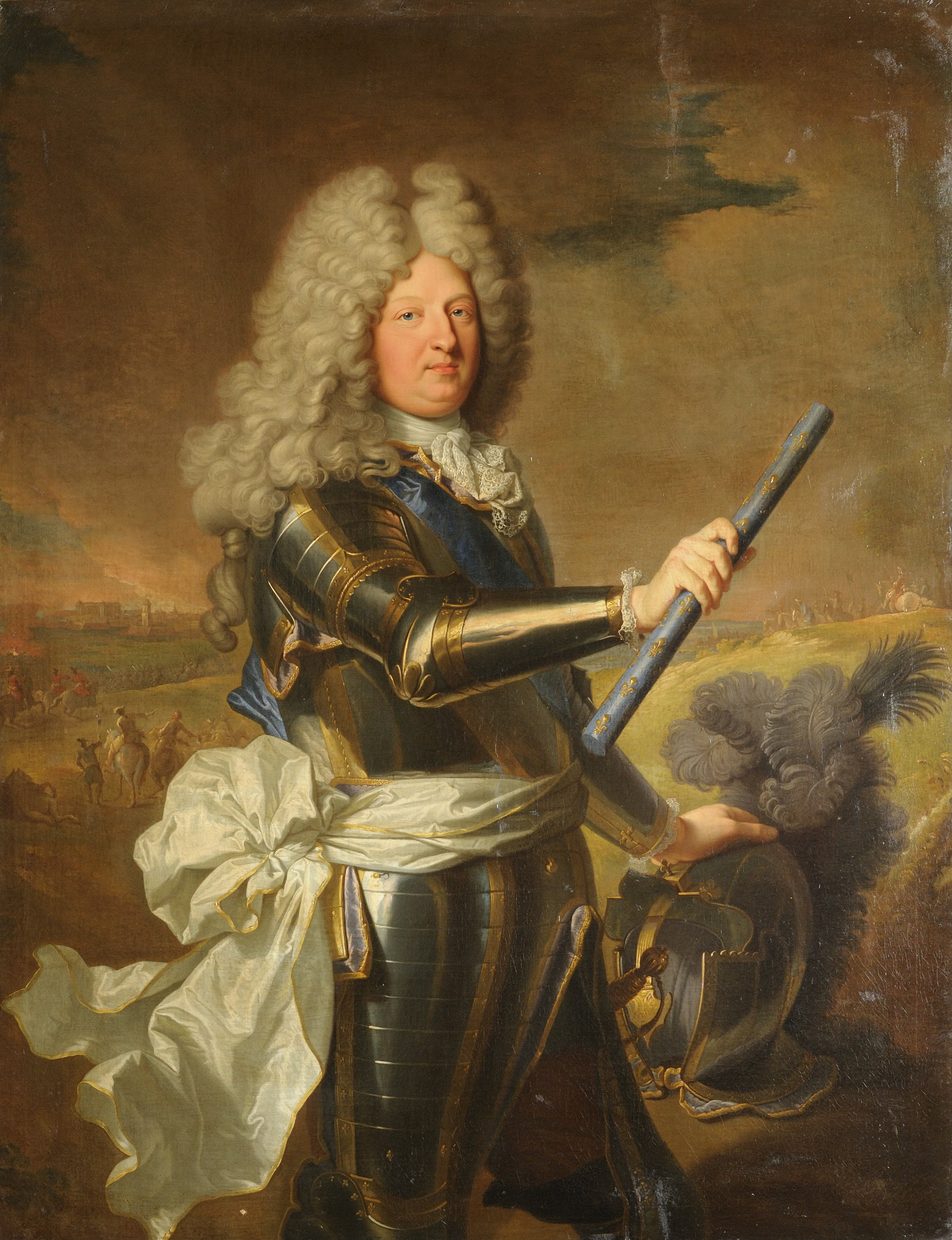
Lodewijk van Frankrijk, overleden in 1711

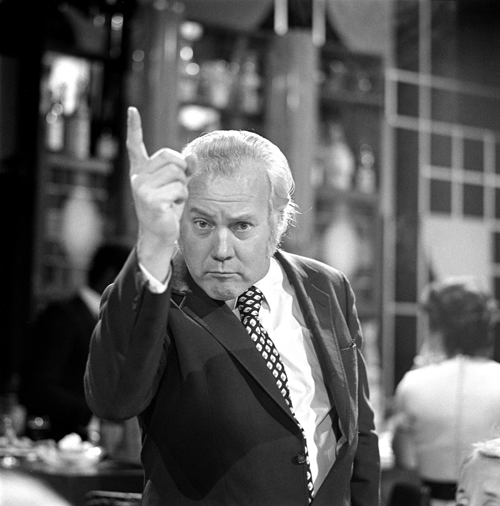
Harry Touw,
overleden in 1994

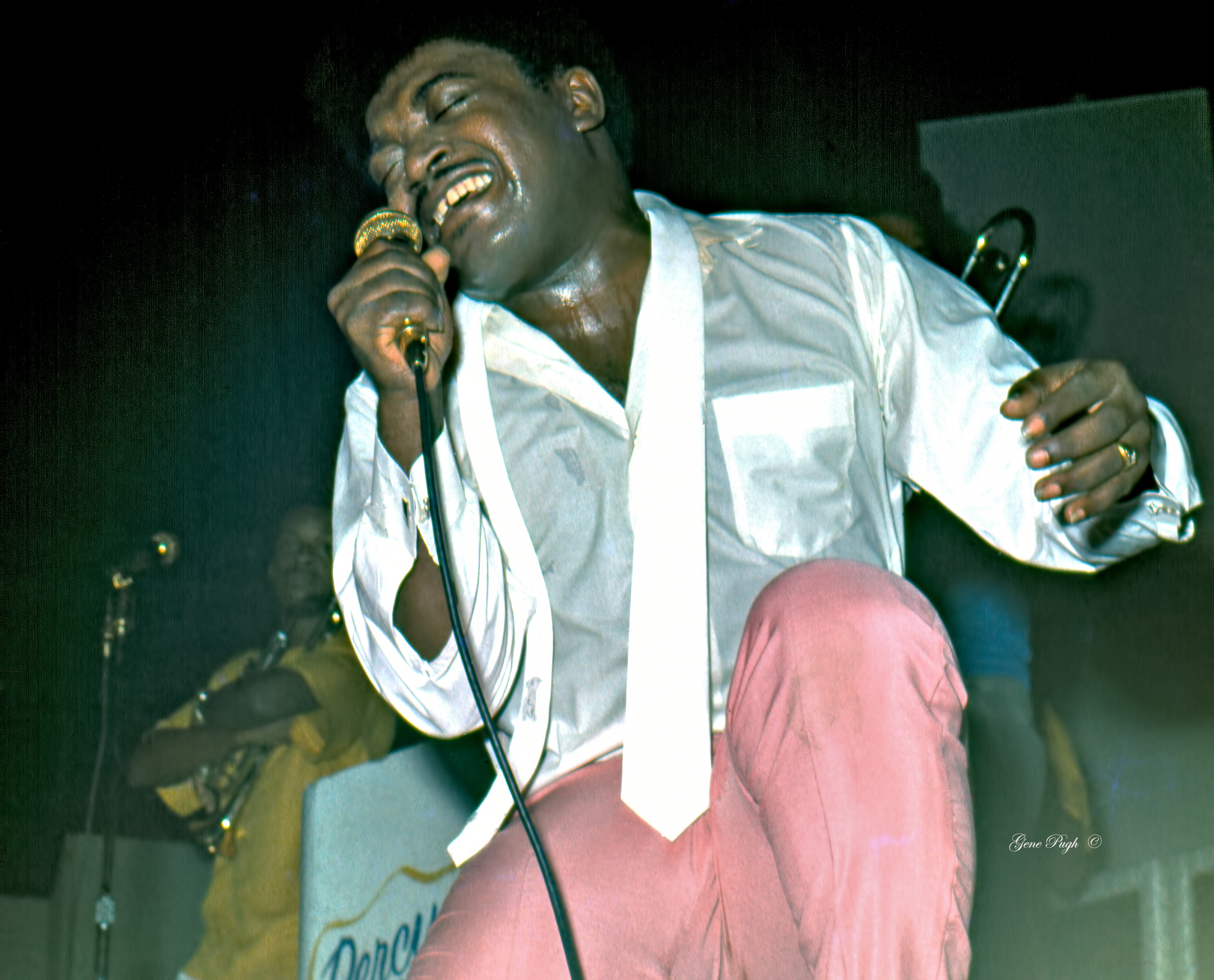
Percy Sledge,
overleden in 2015

- 1279 - Boleslaw de Vrome, Pools hertog
- 1345 - Richard Aungerville, Engels schrijver, monnik en bisschop
- 1433 - Liduina van Schiedam (53), Nederlands heilige
- 1574 - Graaf Hendrik van Nassau (23), Nederlands militair
- 1574 - Graaf Lodewijk van Nassau (36), Nederlands militair
- 1711 - Lodewijk van Frankrijk, kroonprins van Frankrijk
- 1759 - Georg Friedrich Händel (74), Duits-Engels componist en dirigent
- 1785 - William Whitehead (70), Engels dichter
- 1830 - Jan Baptist Hous (73), Leuvens pruikenmaker en brievenbesteller
- 1873 - Jean-Valentin Bender (71), Belgisch componist en dirigent
- 1873 - Johan Harmen Rudolf Köhler (54), Nederlands militair
- 1888 - Joseph Sadoc Alemany (73), aartsbisschop van San Francisco
- 1905 - Hendrik van Bourbon-Parma (54), hertog van Bardi
- 1910 - Constant Hansen (76), Belgisch schrijver
- 1917 - Lejzer Zamenhof (57), Pools oogarts
- 1924 - Louis Sullivan (67), Amerikaans architect
- 1925 - John Singer Sargent (69), Amerikaans schilder
- 1935 - Emmy Noether (52), Duits wiskundige
- 1938 - Gillis Grafström (44), Zweeds kunstschaatser
- 1943 - Jakov Dzjoegasjvili (36), Russisch zoon van Jozef Stalin en nazislachtoffer
- 1944 - Gerrit Jan van den Berg (24), Nederlands verzetsstrijder
- 1944 - Mary Adela Blagg (85), Engels astronoom
- 1944 - Hendrik Drogt (24), Nederlands verzetsstrijder
- 1944 - Fokke Jagersma (23), Nederlands verzetsstrijder
- 1944 - Gerard Jansen (21), Nederlands verzetsstrijder
- 1944 - Johannes Kippers (44), Nederlands verzetsstrijder
- 1944 - Jacob Kraal (30), Nederlands verzetsstrijder
- 1944 - Jan Rijkmans (24), Nederlands verzetsstrijder
- 1944 - Wiepke Harm Timersma (45), Nederlands verzetsstrijder
- 1955 - Omer Van Trimpont (59), Belgisch politicus
- 1964 - Rachel Carson (56), Amerikaans biologe
- 1972 - Johan Cortlever (86), Nederlands zwemmer en waterpoloër
- 1972 - Niño Ricardo (68), Spaans gitarist en componist
- 1973 - Hans von Seißer (98), Duits politieman en commandant van de Bayerische Staatliche Polizei
- 1973 - Magda Janssens (88), Nederlands actrice
- 1976 - Jan Brouwer (architect) (59), Nederlands architect
- 1977 - Jo Kluin (72), Nederlands voetballer
- 1986 - Simone de Beauvoir (78), Frans schrijfster, feministe en filosofe
- 1994 - Harry Touw (70), Haags moppentapper
- 1996 - Rinus van den Bosch (58), Nederlands beeldhouwer, fotograaf, kunstschilder en tekenaar
- 2001 - Jim Baxter (61), Schots voetballer
- 2001 - Hiroshi Teshigahara (74), Japans filmmaker
- 2002 - Joop Haex (90), Nederlands politicus
- 2007 - Don Ho (76), Amerikaans zanger
- 2007 - René Rémond (88), Frans historicus
- 2008 - Ollie Johnston (95), Amerikaans Disney-tekenaar
- 2010 - Peter Steele (48), Amerikaans muzikant
- 2011 - Trevor Bannister (76), Brits acteur
- 2011 - Walter Breuning (114), eens de oudste man ter wereld
- 2011 - William Lipscomb (91), Amerikaans chemicus, Nobelprijswinnaar voor de Scheikunde
- 2011 - Louis Tas (91), Nederlands psychiater en schrijver
- 2012 - William Finley (71), Amerikaans acteur
- 2012 - Jean-Paul Laenen (81), Belgisch beeldhouwer
- 2012 - Piermario Morosini (25), Italiaans voetballer
- 2013 - Colin Davis (85), Brits dirigent
- 2013 - George Jackson (68), Amerikaans zanger en songwriter
- 2013 - Jan Ploegh (91), Nederlands voetballer
- 2013 - Hendrik Schriever (85), Nederlands burgemeester
- 2014 - Albert Manent i Segimon (83), Catalaans schrijver, historiograaf en activist
- 2015 - Percy Sledge (73), Amerikaans soulzanger
- 2015 - Roberto Tucci (93), Italiaans kardinaal
- 2016 - Martin Fitzmaurice (75), Brits dartsomroeper
- 2016 - Leon Nollet (83), Belgisch voetbalcoach en voetballer
- 2017 - Bruce Langhorne (78), Amerikaans folkmuzikant
- 2018 - David Buckel (60), Amerikaans advocaat en Lgbt-act
- 2018 - Jean-Claude Malgoire (77), Frans dirigent en musicus
- 2018 - Stan Reynolds (92), Brits jazztrompettist
- 2019 - Bibi Andersson (83), Zweeds actrice
- 2019 - Mirjana Marković (76), Servisch politiek ideologe
- 2019 - Gene Wolfe (87), Amerikaans schrijver
- 2020 - Ignacio Pichardo Pagaza (84), Mexicaans politicus, bestuurder en diplomaat
- 2021 - Yıldırım Akbulut (85), Turks premier
- 2021 - Bernard Madoff (82), Amerikaans belegger en fraudeur
- 2022 - Alex Brenninkmeijer (70), Nederlands jurist en Nationale Ombudsman
- 2023 - Emmanuel Ebiede (45), Nigeriaans voetballer
- 2023 - Jan Haerynck (58), Belgisch journalist en schrijver
- 2023 - George van Heukelom (73), Nederlands politicus
- 2023 - Luigi Mele (85), Italiaans wielrenner[9]
- 2023 - Luc Sala (73), Nederlands ondernemer en publicist
- 2023 - George Verwer (84), Amerikaans-Brits zendeling en schrijver[10]
- 2023 - Marien Willemsen (38), Nederlands voetballer
- 2024 - Crandell Addington (85), Amerikaans ondernemer en pokerspeler
- 2024 - Beverly LaHaye (94), Amerikaans schrijfster
- 2025 - Maarten van Gent (78), Nederlands basketbalcoach
- 2025 - Sophie Nyweide (24), Amerikaans actrice
- 2025 - Danny Verbiest (79), Belgisch acteur, televisieproducent en stemacteur

## Viering/herdenking
- Pasen in 1591, 1596, 1675, 1686, 1743, 1748, 1754, 1805, 1811, 1816, 1895, 1963, 1968, 1974, 2047, 2058.
- Rooms-katholieke kalender:
  - Heilige Liduina van Schiedam († 1433)
  - Heilige Benedikt († 1184)
  - Heilige Bernard van Abbegem/Abbeville († 1117)
  - Heilige Martelaren van Rome: Tiburtius, Maxim(us) en Valerianus († 3e eeuw)
  - Heilige Petrus Gonzales († 1246)
- Noord-Amerika & Verenigd Koninkrijk: herdenking van de ramp met de Titanic (14 en 15 april).

## Weerextremen

### Nederland
| | Officiële records | Officiële records | Officiële records |      | Landelijke records | Landelijke records | Landelijke records       |
| Gebeurtenis | Jaar              | Extreem           | Locatie           | Jaar | Extreem            | Locatie            |                          |
| --- | ----------------- | ----------------- | ----------------- | ---- | ------------------ | ------------------ | ------------------------ |
| Laagste etmaalgemiddelde temperatuur (°C) | 1966              | 1,3               | De Bilt           |      | 1966               | 0,2                | Maastricht               |
| Hoogste etmaalgemiddelde temperatuur (°C) | 2007              | 18,4              | De Bilt           |      | 2007               | 19,4               | Arcen                    |
| Laagste minimumtemperatuur (°C) | 1911              | −4,5              | De Bilt           |      | 2001               | −6,8               | Gilze-Rijen              |
| Hoogste minimumtemperatuur (°C) | 2013              | 11,0              | De Bilt           |      | 2007 2013          | 12,0               | Vlissingen Westdorpe     |
| Laagste maximumtemperatuur (°C) | 1966              | 3,7               | De Bilt           |      | 1966               | 1,7                | Maastricht               |
| Hoogste maximumtemperatuur (°C) | 2007              | 27,6              | De Bilt           |      | 2007               | 27,8               | Arcen                    |
| Hoogste uurgemiddelde windsnelheid (m/s) | 1919              | 14,9              | De Bilt           |      | 1919               | 20,1               | De Kooy                  |
| Hoogste windstoot (m/s) | 1960              | 21,1              | De Bilt           |      | 2014               | 25,0               | Lauwersoog               |
| Langste zonneschijnduur (uur) | 1942              | 12,8              | De Bilt           |      | 1942 1996 2010     | 13,0               | Eelde De Kooy Leeuwarden |
| Langste neerslagduur (uur) | 1989              | 10,7              | De Bilt           |      | 1978               | 15,9               | Maastricht               |
| Hoogste etmaalsom van de neerslag (mm) | 1989              | 26,1              | De Bilt           |      | 1989               | 30,0               | Schiphol                 |
| Laagste etmaalgemiddelde relatieve vochtigheid (%) | 2003              | 39                | De Bilt           |      | 2003               | 35                 | Eindhoven                |
| Laagste uurwaarde luchtdruk op zeeniveau (hPa) | 1919              | 985,0             | De Bilt           |      | 1919               | 982,2              | De Kooy                  |
| Hoogste uurwaarde luchtdruk op zeeniveau (hPa) | 1995              | 1036,1            | De Bilt           |      | 1995               | 1037,1             | De Kooy                  |
| Officiële records worden altijd gemeten op het KNMI-weerstation in De Bilt. Landelijke records kunnen worden gemeten op elk officieel KNMI-weerstation in Nederland. |                   |                   |                   |      |                    |                    |                          |

Uitzonderlijke gebeurtenissen
- 1904 - Eerste officiële warme dag van het jaar (maximumtemperatuur ≥ 20 °C in De Bilt)
- 1904 - Eerste landelijke warme dag van het jaar gemeten in De Bilt (maximumtemperatuur ≥ 20 °C op een officieel weerstation)
- 1905 - Eerste officiële warme dag van het jaar (maximumtemperatuur ≥ 20 °C in De Bilt)
- 1905 - Eerste landelijke warme dag van het jaar gemeten in De Bilt (maximumtemperatuur ≥ 20 °C op een officieel weerstation)
- 1922 - Eerste officiële zachte dag van het jaar (maximumtemperatuur ≥ 15 °C in De Bilt)
- 1922 - Eerste officiële warme dag van het jaar (maximumtemperatuur ≥ 20 °C in De Bilt)
- 1922 - Eerste landelijke warme dag van het jaar gemeten in De Bilt, De Kooy, Eelde, Maastricht en Vlissingen (maximumtemperatuur ≥ 20 °C op een officieel weerstation)
- 1924 - Eerste officiële zachte dag van het jaar (maximumtemperatuur ≥ 15 °C in De Bilt)
- 1924 - Eerste landelijke zachte dag van het jaar gemeten in De Bilt en Maastricht (maximumtemperatuur ≥ 15 °C op een officieel weerstation)
- 1947 - Eerste landelijke warme dag van het jaar gemeten in Maastricht (maximumtemperatuur ≥ 20 °C op een officieel weerstation)
- 1979 - Eerste officiële warme dag van het jaar (maximumtemperatuur ≥ 20 °C in De Bilt)
- 1980 - Eerste officiële warme dag van het jaar (maximumtemperatuur ≥ 20 °C in De Bilt)
- 1984 - Eerste officiële zachte dag van het jaar (maximumtemperatuur ≥ 15 °C in De Bilt)
- 1984 - Eerste landelijke zachte dag van het jaar gemeten in De Bilt, Deelen, Eelde, Eindhoven, Gilze-Rijen, Leeuwarden, Maastricht, Rotterdam, Schiphol, Soesterberg, Twenthe, Valkenburg ZH en Volkel (maximumtemperatuur ≥ 15 °C op een officieel weerstation)
- 2007 - Eerste officiële zomerse dag van het jaar (maximumtemperatuur ≥ 25 °C in De Bilt). Dit is de meest vroege datum waarop de eerste officiële zomerse dag is gemeten.
- 2013 - Eerste officiële warme dag van het jaar (maximumtemperatuur ≥ 20 °C in De Bilt)
- 2015 - Eerste officiële warme dag van het jaar (maximumtemperatuur ≥ 20 °C in De Bilt)

### België
Dagrecords
- 2001 - Laagste etmaalgemiddelde temperatuur 2,3 °C
- 2007 - Hoogste etmaalgemiddelde temperatuur 19,7 °C
- 1913 - Laagste minimumtemperatuur −2,1 °C
- 2007 - Hoogste maximumtemperatuur 27,2 °C
- 1881, 1905 - Hoogste etmaalsom van de neerslag 13,4 mm

<< · 1 · 2 · 3 · 4 · 5 · 6 · 7 · 8 · 9 · 10 · 11 · 12 · 13 · 14 · 15 · 16 · 17 · 18 · 19 · 20 · 21 · 22 · 23 · 24 · 25 · 26 · 27 · 28 · 29 · 30 · >>